# Канарево
Канарево (на македонска литературна норма: Канарево) е село в Северна Македония, в община Старо Нагоричане.

## География
Селото е разположено в областта Средорек.

## История
На 1,5 km източно от Канарево е античната и средновековна крепост Град.
В края на XIX век Канарево е българско село в Кумановска каза на Османската империя. Според статистиката на Васил Кънчов („Македония. Етнография и статистика“) от 1900 година Канярево е населявано от 322 жители българи християни.
Цялото християнско население на селото е под върховенството на Българската екзархия. По данни на секретаря на екзархията Димитър Мишев („La Macédoine et sa Population Chrétienne“) в 1905 година в Канарево има 400 българи екзархисти. Според секретен доклад на българското консулство в Скопие всичките 46 къщи в селото през 1906 година под натиска на сръбската пропаганда в Македония признават Цариградската патриаршия. Според кумановския войвода на ВМОРО Кръсто Лазаров единственото семейство от 30 души, което остава вярно на българщината е това на Никола Канаревски-Чорбаджийски, заклан от сръбски четници в 1907 година.
В учебната 1907/1908 година според Йован Хадживасилевич в селото има патриаршистко училище.